# أتسوشي ناغاي
أتسوشي ناغاي (باليابانية: 永井 篤志) (23 ديسمبر 1974 في كاغوشيما في اليابان – )؛ هو لاعب كرة قدم ياباني سابق كان يلعب كلاعب وسط.

## وصلات خارجية
- أتسوشي ناغاي على موقع رابطة كرة القدم اليابانية للمحترفين (اليابانية)
- أتسوشي ناغاي على موقع قاعدة بيانات كرة القدم.إي يو (الإنجليزية)
- أتسوشي ناغاي على موقع Soccerway.com (الإنجليزية)
- أتسوشي ناغاي على موقع عالم كرة القدم.نت (الإنجليزية)